# 2i
{\displaystyle 2i}是在虛數軸正向距離原點兩個單位的純虛數，屬於高斯整數:13，為虛數單位（{\displaystyle i}）的兩倍:12，同時也是負四的平方根:12:ix，是方程式{\displaystyle x^{2}+4=0}的正虛根:10。日常生活中通常不會用{\displaystyle 2i}來計量事物，例如無法具體地描述何謂{\displaystyle 2i}個人，邏輯上{\displaystyle 2i}個人並沒有意義。部分書籍或教科書偶爾會使用{\displaystyle 2i}來做虛數的例子或題目。
在高斯平面上，與{\displaystyle 2i}相鄰的高斯整數有{\displaystyle i}和{\displaystyle 3i}（上下相鄰；純虛數）以及{\displaystyle 2i-1}和{\displaystyle 2i+1}（左右相鄰），然而複數不具備有序性，即無法判斷{\displaystyle 2i}與{\displaystyle 3i}間的大小關係，因此無法定義{\displaystyle i}與{\displaystyle 3i}何者為{\displaystyle 2i}的前一個虛數、何者為{\displaystyle 2i}的下一個虛數。
| −1+3i                                    | 3i | 1+3i |
| −1+2i                                    | 2i | 1+2i |
| −1+i                                     | i  | 1+i  |
| 與{\displaystyle 2i}相鄰的高斯整數示意圖 |    |      |

## 性質
- {\displaystyle 2i}不屬於實數[13]，是純虛數，同時也是複數，位於複數平面。其實部為0、虛部為2，輻角為90度（{\displaystyle {\frac {\pi }{2}}}弧度）[14][15]，其也能表達為{\displaystyle 2e^{i\pi /2}}[16]:7或{\displaystyle 2\left(\cos {\frac {\pi }{2}}+i\sin {\frac {\pi }{2}}\right)}[17]。
- {\displaystyle 2i}是高斯整數[18][19][20]，高斯整數分解為{\displaystyle (1+i)^{2}}，或{\displaystyle (1+i)(1+i)}[21]:711[22]:433，其中，1+i為2i的高斯質因數。[21]:711[23][24]:247
- 所有的複數皆可以表達為{\displaystyle 2i}之冪的線性組合。[25]換句話說若進位制以{\displaystyle 2i}為底數，則可獨一無二地表示全體複數[26]。該進制稱為2i進制，由高德納於1955年發現。[27]
- 複數的虛數部可以定義為複數與其共軛複數之差除以{\displaystyle 2i}的商，[28]換言之，則{\displaystyle z-z^{*}=2i\,Im(z)}。[2]:32
{\displaystyle Im(z)={\frac {z-z^{*}}{2i}}}
- 正弦函數可以定義為純虛指數函數與其倒數之差除以{\displaystyle 2i}的商。[29][30]:41[2]:64
{\displaystyle \sin(z)={\frac {e^{iz}-e^{-iz}}{2i}}}
- {\displaystyle 2i}等於最小的質數和虛數單位的積，即{\displaystyle p_{_{1}}\times i=2i}[17]，其中{\displaystyle p_{n}}為第{\displaystyle n}個質數。
- 虛數單位和虛數單位的倒數相差{\displaystyle 2i}。
- 任意數與{\displaystyle 2i}相乘的意義為模放大兩倍並在複平面上以原點為中心逆時針旋轉90度。[16]:7[2]:20-21

### 2i的冪
{\displaystyle 2i}的前幾次冪為1、 2i、 −4、 −8i、 16、 32i、 −64...，其會在實部和虛部交錯變換，其單位會在1、i、−1、−i中變化。其中，實數項為−4的冪 ，虛數的正值項為16的冪的2倍 、虛數的負值項為16的冪的−8倍，因此這種特性使得{\displaystyle 2i}作為底數可以不將複數表達為實部與虛部就能表示全體複數，並且有研究以此特性設計複數運算電路。

### 2i的平方根
{\displaystyle 2i}的平方根正好是實數單位與虛數單位的和，即{\displaystyle {\sqrt {2i}}=1+i}:3，反過來說{\displaystyle 2i}正好是實數單位與虛數單位相加的平方，{\displaystyle (1+i)^{2}=2i}:388。若考慮平方根的正負，則1+i和−1−i都是{\displaystyle 2i}的平方根。

## 相關數字

### −2i
{\displaystyle -2i}是{\displaystyle 2i}的相反數，其平方根曾提議作為複數進位制的底數。{\displaystyle -2i}的絕對值為2而非2i:5。此外，{\displaystyle -2i}也是負四的平方根。

### 1+i
{\displaystyle 1+i}是{\displaystyle 2i}的平方根，同時也是高斯質數。由於其冪次為1+i、 2i、 −2+2i、 −4、 −4−4i、 −8i...，在正負、虛實交替變化，因此若作為進位制底數可以表達全體複數。但其組合變化相較於{\displaystyle -1+i}為底數的進位制，{\displaystyle -1+i}做為底數更為適合。亦有另外一個數也為{\displaystyle 2i}的平方根，即{\displaystyle -1-i}，但這個數較少出現於探討進位制底數的文章中，也沒有其他特殊的性質。此外，{\displaystyle -1-i}也不是第一象限高斯質數，因此鮮少被拿出來討論。

### −1+i

在−1+i進位制系統中整數部分全為零的複數

{\displaystyle -1+i}是{\displaystyle -2i}的平方根，也是高斯質數。其距離原點{\displaystyle {\sqrt {2}}}單位，輻角為135度（{\displaystyle {\frac {3\pi }{4}}}弧度），實部為負一、虛部為1。由於其冪次為−1+i、 −2i、 2+2i、 −4、 4−4i、 8i...，在正負、虛實交替變化，因此可以構建以{\displaystyle -1+i}為底數並用1和0表達複數的進位制。其他複數雖然也可以，如{\displaystyle 1-i}，但對高斯整數而言，以{\displaystyle 1-i}為底並不是優良的選擇。雖然{\displaystyle 1-i}也是{\displaystyle -2i}的平方根，但因為上述原因，所以{\displaystyle 1-i}這個數字通不會用來作為進制的底數來使用。
除了{\displaystyle -1+i}外，其他{\displaystyle -n+i}形式的複數也能作為進位制底數，但其在表達數的範圍不同，以{\displaystyle -1+i}為例，其表達的範圍較為均勻，而{\displaystyle -2+i}、{\displaystyle -3+i}等則會越來越狹長。而底數{\displaystyle 2+i}則需要非自然數的位數來表示。
| 十進制 | 二進制 | 2i進制 | −1+i進制 | −2+i進制 |
| ------ | ------ | ------ | -------- | -------- |
| 0      | 0      | 0      | 0        | 0        |
| 1      | 1      | 1      | 1        | 1        |
| 2      | 10     | 2      | 1100     | 2        |
| −1     | −1     | 103    | 11101    | 144      |
| −2     | −10    | 102    | 11100    | 143      |
| i      | i      | 10.2   | 11       | 12       |
| 2i     | 10i    | 10     | 1110100  | 24       |
| 3i     | 11i    | 20.2   | 1110111  | 1341     |
| −i     | −i     | 0.2    | 111      | 133      |
| −2i    | −10i   | 1030   | 100      | 121      |
| −3i    | −11i   | 1030.2 | 110011   | 13304    |
| 1+i    | 1+i    | 11.2   | 1110     | 13       |
| 1−i    | 1−i    | 1.2    | 111010   | 134      |
| −1+i   | −1+i   | 113.2  | 10       | 11       |
| −1−i   | −1−i   | 103.2  | 110      | 132      |
| 2+i    | 10+i   | 12.2   | 1111     | 14       |
| 2−i    | 10−i   | 2.2    | 111011   | 1440     |
| −2+i   | −10+i  | 112.2  | 11111    | 10       |
| −2−i   | −10−i  | 102.2  | 11101011 | 131      |

## 相鄰的高斯整數
| −1+3i                                    | 3i | 1+3i |
| −1+2i                                    | 2i | 1+2i |
| −1+i                                     | i  | 1+i  |
| 與{\displaystyle 2i}相鄰的高斯整數示意圖 |    |      |

### 3i
{\displaystyle 3i}是在虛數軸正向距離原點3個單位的純虛數，是虛數單位的三倍，同時也是負九（−9）的平方根，與純虛數2i和4i相鄰、並與高斯整數−1+3i和1+3i相鄰。
{\displaystyle 3i}的為虛數單位與質數3的乘積，其中，3也是高斯質數，因此{\displaystyle 3i}的高斯整數分解為{\displaystyle }{\displaystyle i\times 3}。

### −1+2i
{\displaystyle -1+2i}是在虛數軸正向距離原點{\displaystyle {\sqrt {5}}}個單位的高斯整數，其實部為負一、虛部為2i，與純虛數2i相鄰、並與高斯整數−1+3i、−1+i和−2+2i相鄰。{\displaystyle -1+2i}是高斯質數。

### 1+2i
{\displaystyle 1+2i}是高斯質數
，在虛數軸正向距離原點{\displaystyle {\sqrt {5}}}個單位，其實部為一、虛部為2i，為方程式{\displaystyle x^{2}-2x+5=0}的其中一根，與純虛數2i相鄰、並與高斯整數1+3i、1+i和3+2i相鄰。